# Афанасий Высоцкий Старший
Афанасий Высоцкий (старший) (мирское имя Андрей; около 1340 — после 1410) — преподобный Русской церкви. Ученик преподобного Сергия Радонежского. Первый игумен Серпуховского Высоцкого монастыря. Переписчик книг. Память 12 (25) сентября, а также в соборе Радонежских и Московских святых.

## Биография
О преподобном Афанасии известно не много. Сведения о нём в основном черпаются из житий преподобных Сергия и Никона Радонежских и летописей. Позднее, написанное в конце XVII века «Слово о житии преподобного отца нашего Афанасия Высоцкого…» полно самых невероятных фактов.
Из монастырского предания, известно, что преподобный Афанасий был сыном священника из Обонежской пятины Великого Новгорода и носил в миру имя Андрей. Названы и имена родителей: Авксентий и Мария. Родился святой не позднее начала 40-х годов XIV века. Местом его пострижения был Троицкий монастырь преподобного Сергия, а сам он, как сообщают старшие редакции Сергиева жития, был любимым учеником святого. Год его пострижения так же неизвестен.
В летописях его имя преподобного Афанасия появляется под 1374 годом, когда он был поставлен Сергием Радонежским игуменом основанного им под Серпуховым Высоцкого Зачатьевского монастыря. Инициатором монастырского строения был серпуховский князь Владимир Андреевич, будущий герой Куликовской битвы, во владениях которого находился Радонеж. По желанию ктитора он был посвящён Зачатию Божьей Матери праведной Анной. Местоположение этого пригородного монастыря было выбрано на высоком (отсюда Высоцкий) берегу реки Нары.
В монастыре святого Афанасия был организован скрипторий. По благословению игумена для монастырского употребления дьякон Вунько переписал «Пандекты» Никона Черногорца. В конце сборника рукой игумена был добавлен ряд статей. Подбор их характерен. Это Слово Исаака Сирина, Вопросы и ответы преподобных отец о молитве, трезвении ума, о том, «како подобает безмолъвнику седети в кельи», статьи «Како подобаеть глаголати молитву», «Како подобаеть держати ум», «Како обрести действие», «Святаго Симеона Новаго Богослова о молитве», «Поучение Василия Великого к инокам».
Когда к Сергию Радонежскому пришёл будущий его преемник на игуменстве преподобный Никон Радонежский, Сергий отослал новоначального инока для прохождения искуса к игумену Афанасию. Преподобный Никон в обители святого Афанасия принял и постриг, и иеромонашеский сан, а впоследствии удалился в Троицкий монастырь.
Знакомство с митрополитом Киприаном очевидно произошло в первые годы пребывания святителя на Московской земле, когда тот ещё был патриаршим послом.
Очевидно, что именно Афанасию Высоцкому было адресовано известные «Ответы игумену Афанасию», написанное митрополитом Киприаном по всей видимости в период его первого предстоятельства во главе митрополии Всея Руси, то есть в 1381—1382 годах.
Когда в 1382 году после нашествия Тохтамыша Киприан был изгнан из Москвы, за ним в Киев последовал и игумен Афанасий. Вторым игуменом монастыря стал инок с тем же именем, известный как преподобный Афанасий Высоцкий Младший. Афанасий сопровождал Киприана и в Константинополь. В одном из константинопольских монастырей он купил себе келью. Как сообщают летописи, здесь он предался священнобезмолвию, исихии. Когда митрополит Киприан в 1390 году возвращался на Русь, чтобы, занять кафедру русской митрополии, Афанасий отказался ехать с ним, предпочитая продолжить свои подвиги безмолвия.
В 1392 году русским иноком Сергием в Студийском монастыре по благословению Афанасия для библиотеки Высоцкого монастыря был написан сборник поучений и житий. В сборник вошли творения Максима Исповедника, Симеона Нового Богослова, Исаака Сирина, других отцов церкви, а также ряд естественнонаучных статей. Им же в Высоцкий монастырь были отосланы 7 икон Деисусного чина с грамотой и благословением. Считается, что Высоцкий чин повлиял на формирование Звенигородского Деисусного чина, созданного Андреем Рублёвым в начале XV века.
В 1401 году в константинопольском монастыре Богородицы Перивлепты неким «грешным Афанасием» под названием «Око церковное» был списан устав лавры Саввы Освященного. По всей вероятности «грешный Афанасий» это и есть игумен Высоцкого монастыря. Афанасий придаёт большое значение своей работе, ибо без этой книги «церковное исполнение в неведении, яко во тме, шатается». Впоследствии устав был переписан в Троице-Сергиевом, Высоцком, Спасо-Андрониковом, Кирилло-Белозерском, Саввино-Сторожевском монастырях. Сам же протограф не сохранился.
Совершенно неверно монастырское предание о поставлении Афанасия Константинопольским патриархом, записанное Карионом (Истоминым) в конце XVII века. Предание этим высоким поставлением объясняет и отъезд своего игумена в Константинополь, утверждая, что сам «царь» и святейший собор прислали приглашение преподобному явиться в столицу империи.
Умер святой в Константинополе, вероятно после 1410 года. Нельзя ничего сказать о времени, когда Афанасию Высоцкому было установлено почитание. Очевидно, он почитался местно. В середине 50-х годов XVII века его имя без указания дней памяти включил в месяцеслов Симон (Азарьин). В 1697 году в Чудовом монастыре было написано «Слово о житии преподобного отца нашего Афанасия Высоцкого». Так как «Слово» завершалось виршами, предположили, что автором жития был иеромонах Чудова монастыря Карион (Истомин). Уже в конце XX века в 1981 году преподобный Афанасий вместе со своим преемником на игуменстве Афанасием Младшим стал почитаться в Соборе Радонежских святых. Память святого совершается 12 (25) сентября, в день преставления его ученика и преемника на игуменстве Афанасия Младшего.